# Lars Norup
Lars Norup (født 15. januar 1957) er uddannet journalist og tidligere chefredaktør for Viborg Stifts Folkeblad.
Han blev student på Viborg Katedralskole og i 1981 blev Norup uddannet journalist fra Danmarks Journalisthøjskole.
Den 1. april 2000 blev Lars Norup ansat som chefredaktør for Viborg Stifts Folkeblad, hvor han afløste Per Vestergaard Sunesen. Norup har været ansat på avisen siden 1. november 1985. I 1994 blev han medlem af den redaktionelle ledelse, da han først var redaktionschef og senere udgaveredaktør, inden han overtog posten som chefredaktør.
Lars Norup var en af de mest aktive omkring etableringen af Viborg Bryghus i 2005.